# Шевцов, Александр Михайлович
Александр Михайлович Шевцов (1914, Москва — 20 мая 1938) — русский советский поэт.
Учился в вечернем рабочем литературном университете (ныне Литературный институт имени А. М. Горького), где считался одним из лучших поэтов.
Участник Первого Всесоюзного съезда советских писателей (1934).
В 1934 году в Профиздате вышел первый сборник его стихов «Голос».
В 1935 году Д. Святополк-Мирский писал, что поэтически неграмотные критики журнала «Знамя» систематически травят Шевцова, обвиняя в «упадочнической заболоччине», издевательстве над «социалистическим строительством». Поэт же, используя некоторые приёмы Н. Заболоцкого, экспериментировал, порой неудачно, с «поэтической окраской» слов и возможностью введения «низких» слов в «высокий» контекст. Святополк-Мирский был уверен, что он «идёт к созданию утверждающей лирики социализма», а «угробить Шевцова критикам из „Знамени“ не удастся».
В 1935 году Шевцов был арестован, находился в тюрьме. Затем отправлен в лагерь на Колыму, где 23 апреля 1938 года на заседании «тройки» при НКВД по Дальстрою был обвинён в контрреволюционной троцкистской деятельности и приговорён к расстрелу.
20 мая 1938 года Александр Шевцов был расстрелян в возрасте 24 лет.